# Korteboskolan
Korteboskolan var en teologisk utbildningsanstalt tillhörig Svenska alliansmissionen. Här finns såväl deras ettåriga bibelskola som deras fleraåriga pastors-,  missionärs- och själavårdsutbildningar. 
Skolan flyttades under  2000-talet från samhället Kortebo till centrala Jönköping. I mitten av 2014 upphörde verksamheten, och Svenska alliansmissionen började då hänvisa studerande till Akademi för ledarskap och teologi.

### Fotnoter
1. ↑  ”Korteboskolan”. Nationalencyklopedin. http://www.ne.se/uppslagsverk/encyklopedi/l%C3%A5ng/korteboskolan. Läst 27 maj 2017.
2. ↑  Marianne Lundvall (17 oktober 2009). ”Korteboskolan planerar att flytta in till city” (på svenska). J-nytt. https://www.jnytt.se/article/korteboskolan-planerar-att-flytta-in-till-city/. Läst 27 maj 2017.[död länk]
3. ↑  ”Välkommen till Korteboskolan!”. Svenska alliansmissionen. Arkiverad från originalet den 20 augusti 2010. https://web.archive.org/web/20100820010000/http://www.alliansmissionen.se/web/Korteboskolan.aspx. Läst 27 maj 2017.